# 李昱鴻
李 昱鴻（リー・イーフォン、1993年2月22日 - ）は、台湾（中華民国）の台中市出身の元プロ野球選手（投手）。左投左打。プロでは育成選手であった。

## 来歴・人物

### プロ入り前
2008年6月に台中市立西苑中学校を卒業。中学時代は台湾では強豪チームとして知られている学校でクリーンアップを務めた。7月2日から読売ジャイアンツの練習生となる。

### 巨人時代
8月1日付で育成選手契約。育成選手契約されるにあたり「次の目標は支配下登録。1日も早く1軍で投げられるように頑張りたい」と意気込みを語った。
入団から4シーズン、一度もイースタンリーグで登板することなく、2011年10月22日、球団から戦力外通告を受けた。

### 巨人退団後
巨人退団後は台湾に戻り、2012年より現地の社会人チームでプレー。2016年に台湾社会人チームのトプコ・ファルコンズ（崇越隼鷹、現：安永鮮物棒球隊）に入団したが、肩の故障などにより2017年1月に現役を引退することを発表した。
引退後はチームの母体であるトプコ・サイエンティフィックに勤務し、スポーツや野球に関わっている。

## プレースタイル
入団時点での最高球速は145km/h。変化球の球種は、カーブ・スライダー・チェンジアップ。

## 詳細情報

### 年度別投手成績
- 一軍公式戦出場なし

### 背番号
- 107 （2008年8月1日 - 2010年）
- 018 （2011年）